# Законна військова ціль
Законна військова ціль — об'єкт, структура, фізична чи юридична особа, яка вважається допустимою ціллю для нападу воюючих сил відповідно до законів війни під час збройного конфлікту.

## Огляд
Протокол I до Женевських конвенцій, стаття 52, передбачає загальний захист цивільних об'єктів, перешкоджаючи нападам на військові об'єкти під час війни між двома чи більше воюючими сторонами. Стаття 52 зазначає: «Що стосується об'єктів, військові цілі обмежуються тими об'єктами, які за своїм характером, розташуванням, призначенням або використанням роблять ефективний внесок у військові дії, а повне або часткове знищення, захоплення чи нейтралізація яких за тогочасних обставин дає певну військову перевагу».
Будь-який напад має бути виправданий військовою необхідністю: напад або дія має бути спрямована на сприяння військовій поразці ворога, це має бути напад на військовий об'єкт, а шкода, заподіяна цивільним особам або цивільному майну, повинна бути пропорційні, а не «надмірні щодо очікуваної конкретної та прямої військової переваги».
Деякі цілі є цілком легітимними, зокрема весь військовий персонал, який безпосередньо бере участь у бойових діях від імені воюючої сторони, який не вийшов з бою або не є членом нейтральної країни. Деякі об'єкти цивільної інфраструктури, такі як залізничні колії, дороги, порти, аеропорти та телекомунікації, які використовуються військовими для зв'язку чи транспортування активів, вважаються законними військовими цілями. 
Правова ситуація стає тоншою та неоднозначнішою, якщо шкода цивільним особам або цивільному майну є «надмірною щодо конкретної та очікуваної прямої військової переваги». Під час Другої світової війни була пісня під назвою «The Thing-Ummy Bob», яка містить такі рядки: «І ось дівчина, яка робить річ, яка містить масло, що змащує кільце, яке працює з річчю, за допомогою якої можна виграти війну».  Чи є така дівчина законною мішенню, це питання, яке, ймовірно, має вирішуватися в кожному конкретному випадку. Проте Протокол I передбачає, що якщо це не ясно, сторони конфлікту повинні бути обережними, оскільки в статті 52 сказано: «У разі сумніву, чи об'єкт, який зазвичай призначений для цивільних цілей, такий як місце відправлення культу, будинок, інше житло чи школа використовується для ефективного внеску у військові дії, вважається, що він не використовується таким чином». 